# Əli İsmayılov
Əli Şamil İsmayılov –también escrito como Ali Ismayilov– (Donetsk, URSS, 8 de mayo de 1974) es un deportista azerbaiyano que compitió en boxeo.
Ganó una medalla de bronce en el Campeonato Mundial de Boxeo Aficionado de 1999 y una medalla de bronce en el Campeonato Europeo de Boxeo Aficionado de 2000, ambas en el peso semipesado.
En diciembre de 2004 disputó su primera pelea como profesional. En su carrera profesional tuvo en total 27 combates, con un registro de 18 victorias, 8 derrotas y un empate.

## Palmarés internacional
| Campeonato Mundial | Campeonato Mundial       | Campeonato Mundial | Campeonato Mundial |
| Año                | Lugar                    | Medalla            | Categoría          |
| ------------------ | ------------------------ | ------------------ | ------------------ |
| 1999               | Houston (Estados Unidos) | Medalla de bronce  | 81 kg              |
| Campeonato Europeo |                          |                    |                    |
| Año                | Lugar                    | Medalla            | Categoría          |
| 2000               | Tampere (Finlandia)      | Medalla de bronce  | 81 kg              |